# イラストリアス級航空母艦
イラストリアス級航空母艦 (Illustrious-class aircraft carrier) は、イギリス海軍の航空母艦。6隻が計画され、1～3番艦が原型通り、4番艦が小改正、5～6番艦は本格的な改良型として完成し、第二次世界大戦におけるイギリス海軍の主力として活躍した。

## 概要
本級は世界初の装甲空母で、強靭な防御力で数々の損傷を耐え抜いた。しかしその代償として同規模空母と比べると搭載機数は少なめとなっており、後の改良型では格納庫スペース確保のために様々な改設計が行われた。原型では1段であった格納庫がインドミタブルでは格納庫の一部が2段化、インプラカブル以降では全2段化された。
戦後ヴィクトリアスのみジェット機の運用も出来るように近代化改装されて1968年まで運用されたが、他の姉妹艦は揃って1950年代に退役している。

## 同型艦
| #   | 艦名                                     | 建造所                                                    | 起工            | 進水            | 就役            | 退役           | 備考                                 |
| --- | ---------------------------------------- | --------------------------------------------------------- | --------------- | --------------- | --------------- | -------------- | ------------------------------------ |
| R87 | イラストリアス HMS Illustrious           | ヴィッカース・アームストロング                            | 1937年 4月24日  | 1939年 4月5日   | 1940年 5月25日  | 1954年         | 第1グループ                          |
| R38 | ヴィクトリアス HMS Victorious            | ヴィッカース・アームストロング タイン造船所               | 1937年 5月4日   | 1939年 9月14日  | 1941年 5月14日  | 1968年 3月13日 | 第1グループ                          |
| R67 | フォーミダブル HMS Formidable            | ハーランド・アンド・ウルフ ベルファスト造船所             | 1937年 6月17日  | 1939年 8月17日  | 1940年 10月31日 | 1947年         | 第1グループ                          |
| R92 | インドミタブル HMS Indomitable           | ヴィッカース・アームストロング バロー造船所               | 1937年 11月10日 | 1940年 3月26日  | 1941年 8月26日  | 1953年 10月    | 第2グループ                          |
| R86 | インプラカブル HMS Implacable            | フェアフィールド クライド造船所                           | 1939年 2月21日  | 1942年 12月10日 | 1944年 3月22日  | 1954年 9月     | 第3グループ インプラカブル級航空母艦 |
| R10 | インディファティガブル HMS Indefatigable | ジョン・ブラウン・アンド・カンパニー クライドバンク造船所 | 1939年 11月3日  | 1942年 12月8日  | 1943年 12月8日  | 1954年 9月     | 第3グループ インプラカブル級航空母艦 |

## 設計

### 船体
本級の船体は前級アーク・ロイヤルの設計を基本とし、これを重防御化に伴い改正したものである。基準排水量を第2次ロンドン条約の上限2万3,000トンに収めるため船体はさらに圧縮され（水線長205.1m、艦幅29.2m）、LB比はアーク・ロイヤルの7.2からさらに7.0まで落ちた。艦尾のオーバーハングは前級程顕著ではないため、飛行甲板長は243.8m→229.6mとさらに短縮され、同時代の翔鶴型（242.3m）やエセックス級（262.7m）と比べてもかなり短くなった。
飛行甲板高は格納庫を1段にした結果、11.6mと際立って低い数値になった。後の第3グループでは2段格納庫採用のため15.2mまで増高している。
重量配分（イラストリアス）
- 船体：1万2724トン（54.8％）
- 機関：2440トン（10.5％）
- 装甲：4941トン（21.3％）
- 兵装：992トン（4.3％）
- 航空：995トン（4.3％）
- 艤装：1115トン（4.8％）
- 合計：2万3207トン（100.0％）

排水量は第1グループ（基準2万3,207トン、満載2万8,619トン）→第2グループ（基準2万4,680トン、満載2万9,730トン）→第3グループ（基準2万7,000トン、満載3万2,110トン）と順次増大した。
戦後行われたヴィクトリアスの大改装については当該記事を参照のこと。

### 兵装
本級の砲兵装は3グループ一貫して45口径11.4cm連装両用砲Mk.IIIを2基ずつ4群に分け、前後のエレベータ両舷にそれぞれ配置している（計8基16門）。ただし前級では1基毎にスポンソンを設けていたものを、完全に2基1群にまとめている。
副兵装の2ポンド ポンポン砲配置はアーク・ロイヤルと同じく8連装機銃をアイランド前後に2基ずつ、アイランドと反対位置の左舷側に2基の計6基とし、エリコン 20 mm 機銃は単装8基で計画された。
これらの対空兵装はもちろん戦時中に逐次増強され、レーダーはAW286とAR285が戦時中に追加された。
| イラストリアス       | 2ポンド ポンポン砲 × 40 | ボフォース 40 mm 機銃 × 3 | エリコン 20 mm 機銃 × 52 |
| ヴィクトリアス       | ポンポン砲 × 40         | 40 mm 機銃 × 21           | 20 mm 機銃 × 45          |
| フォーミダブル       | ポンポン砲 × 48         | 40 mm 機銃 × 12           | 20 mm 機銃 × 34          |
| インドミタブル       | ポンポン砲 × 48         | 40 mm 機銃 × 25           | 20 mm 機銃 × 36          |
| インプラカブル       | ポンポン砲 × 52         | 40 mm 機銃 × 4            | 20 mm 機銃 × 51          |
| インデファティガブル | ポンポン砲 × 52         | 40 mm 機銃 × 10           | 20 mm 機銃 × 40          |

### 防御
強靭な防御力で知られる本級最大の特徴が飛行甲板に施された装甲である、と一般に理解されているが、厳密に言うと前後エレベータ間に設けられた格納庫を装甲ボックス化し、その天蓋を飛行甲板にそのまま利用したものである。日本の「大鳳」や「信濃」とは構造的にかなり異なり、エレベータへの防御も施されていない。
装甲厚は上面・床面76mm、側面114mm、前後64mmに達し、装甲重量実に1,500トンを割いた重構造であった。この装甲によって1,000ポンド（454kg）爆弾の急降下爆撃に耐えることが求められ、戦時中十分な実績により効能は証明された。なお格納庫天蓋部分以外の飛行甲板にも38mmの装甲が貼られている。
船体防御はアーク・ロイヤルを踏襲し、舷側114mm装甲を前後64mmの隔壁で繋いでバイタルパートを形成。格納庫～外舷に至る水平装甲は76mmとした。この他機械室上面も76mm装甲が貼られ、艦内縦通隔壁は38mmの厚みが確保された。

### 機関
機関部は、第2グループまではアーク・ロイヤルとほぼ同構成のアドミラルティ式過熱器付3胴型水管缶2基＋パーソンズ式ギヤード・タービン1基の3ユニット構成である。ただし能力はやや向上し、過熱蒸気圧力400PSI、371.1℃(700°F)、出力3万7,000馬力（計11万1,000馬力）とした。これによって最大速力30.5ノットとし、4,854トンの重油で1万1,000浬／14ノットの航続距離を確保した。
第3グループでは排水量増大に伴う出力増大が求められ、当初はユニット毎の能力向上で対応を考えたがこれでは12万6,000～13万5,000馬力が限界と判明し、結局1ユニットを追加して14万8,000馬力、4軸構成とした。

### 航空艤装
上述のように5,000トン近い防御装甲を施した結果、トップヘビーを避けるため本級の艦載機運用能力はやや制限されたものとなっており、初期のイギリス製艦載機はアーク・ロイヤルと比べて約半数ほどの搭載数となった。
格納庫は長さ140m、高さ4.9mを確保していたものの、これでは36機（大戦後期には57機）の収容が限界であったため、第2グループでは51m分の下段格納庫を追加し、従来の位置にあった上段格納庫は高さ4.3mに抑えて51機の搭載能力を確保した。第3グループではさらに下段格納庫も全面的に140mを確保する一方、高さは上下共4.3mとして81機の運用に備えた。この格納庫に対応するためシーファイアでは多段式の折り畳み翼が採用されたが、アメリカのコルセア（主翼折り畳み時の機高4.7m）は運用する事ができず米海軍との連携には支障があった。
カタパルトは左舷側に1基のみ、BH3型（射出重量9.1トン、射出速度66ノット）を装備し、着艦制動装置は6本のMk.IV型（9.1トン、60ノットで進入する機体を46mで停止させる）を後部エレベータより前方に配置した。
航空機ガソリン搭載量
- 第1グループ：5万0,540英ガロン（174トン）
- 第2グループ：7万5,110英ガロン（260トン）
- 第3グループ：9万4,650英ガロン（320トン）

航空弾薬搭載量
- 18インチ航空魚雷：45本
- 500ポンド爆弾：100発
- 250ポンド爆弾：550発
- 250ポンド徹甲爆弾：250発
- 100ポンド爆弾：400発
- 20ポンド爆弾：600発

### その他
乗員は
- 第1グループ：船体817名+航空394名（計1211名）、戦時計1997名
- 第2グループ：計1392名（42年1592名、45年1945名）
- 第3グループ：船体845名+航空547名（計1392名）、戦時船体970名+航空587名（計1557名）+旗艦要員15名

という数字が残されている。